# 1. šachová olympiáda

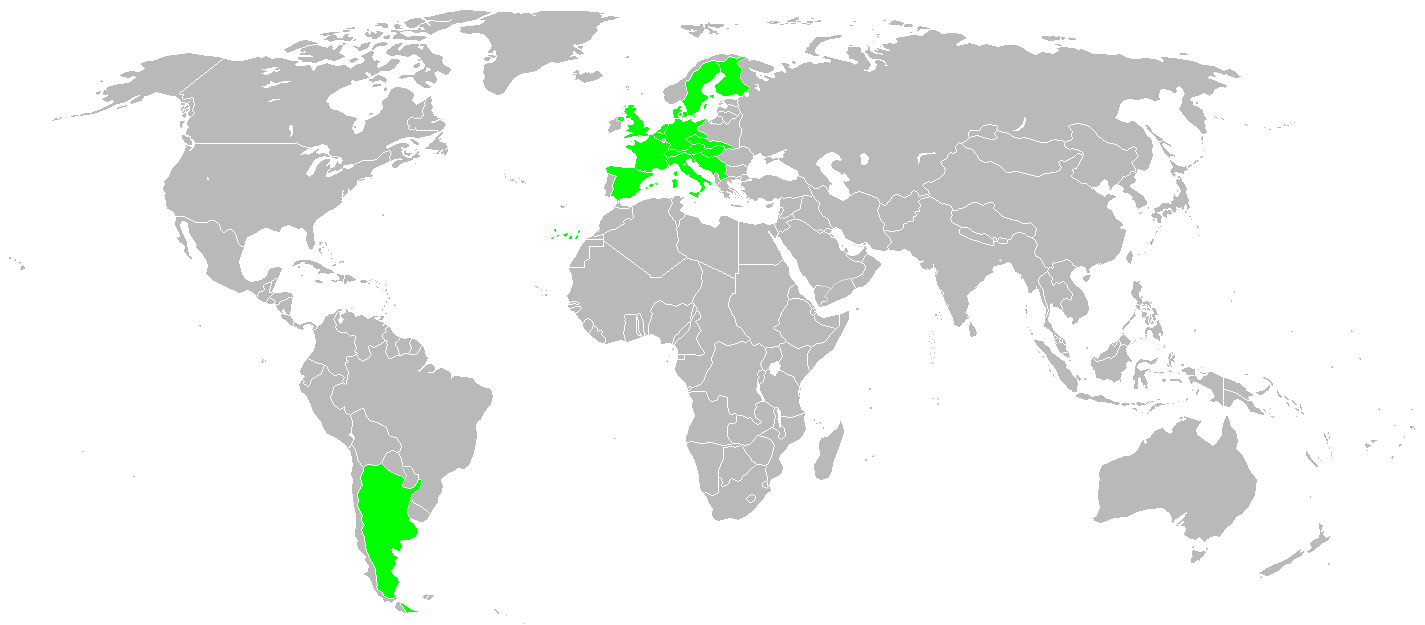
Státy (zeleně) účastnící se 1. šachové olympiády.

1. šachová olympiáda (či Šachová olympiáda 1927 nebo Šachová olympiáda v Londýně) byl první ročník šachové olympiády pořádaný Mezinárodní šachovou federací (FIDE). Probíhal od 18. do 30. července 1927 v Londýně ve Spojeném království. Hrálo se v otevřené (mužské) sekci a během turnaje se konalo 1. mistrovství světa v šachu žen. 
Vyhrál tým Maďarska před týmy Dánska a Velké Británie, československá reprezentace skončila pátá.

## Výsledky
| #  | Země                                 | Hráči                                          | Body |
| -- | ------------------------------------ | ---------------------------------------------- | ---- |
| 1  | Maďarsko                             | Maróczy, Nagy, Vajda, Havasi, Steiner E.       | 40   |
| 2  | Dánsko                               | Krause, Norman-Hansen, Andersen, Ruben         | 38½  |
| 3  | Spojené království                   | Atkins, Yates, Thomas, Michell, Spencer        | 36½  |
| 4  | Nizozemsko                           | Euwe, Weenink, Kroone, te Kolsté, Schelfhout   | 35   |
| 5  | Československo                       | Réti, Gilg, Hromádka, Pokorný, Prokeš          | 34½  |
| 6  | Německá říše                         | Tarrasch, Mieses, Carls, Wagner                | 34   |
| 7  | Rakousko                             | Grünfeld, Lokvenc, Kmoch, Wolf, Gruber         | 34   |
| 8  | Švýcarsko                            | Johner H., Naegeli, Zimmermann, Grob, Michel   | 32   |
| 9  | Království Srbů, Chorvatů a Slovinců | Kostić, Vuković V., Asztalos, Kalabar          | 30   |
| 10 | Itálie                               | Rosselli del Turco, Monticelli, Romih, Sacconi | 28½  |
| 11 | Švédsko                              | Nilsson, Nyholm, Jakobson, Stoltz              | 28   |
| 12 | Argentina                            | Grau, Rivarola, Nogués Acuña, Palau            | 27   |
| 13 | Francie                              | Chéron, Muffang, Renaud, Betbeder              | 24½  |
| 14 | Finsko                               | Tschepurnoff, Rasmusson, Heilimo, Terho        | 21½  |
| 15 | Belgie                               | Koltanowski, Censer I., Louviau, Censer M.     | 21½  |
| 16 | Španělsko                            | Golmayo, Marín y Llovet, Vilardebó, Soler      | 14½  |